# Ringenäs Golfklubb
Ringenäs Golfklubb är en golfklubb i Halmstad i Halland.
Banan ligger i den norra änden av sandstranden som börjar i söder med Tylösand och sträcker sig flera kilometer norrut med Ringenäs i slutet. Golfbanan ligger några hundra meter från havet med vidsträckt utsikt över Tylösand och Kattegatt. Banan är relativt kort men känd för sina små och kuperade greener. Golf Digest utnämnde 2011 vyerna från Ringenäs Golfklubb till "bland de bästa som finns i svensk golf". Inför SM-veckan 2018 skrev Golfbloggen att Ringenäs Golfklubb är "en golfklubb som med rätta kallar sin bana för en av landets vackraste”.

## Historia
Ringenäs Golfklubb grundades 1987 av den nu bortgångne Owe Särnunger och banan har fortsatt att drivas i privat regi. Sune Linde är arkitekt till den ursprungliga designen och 2005 anlitades Pierre Fulke för att designa om och förbättra banan. 2016 optimerade och utvecklade bankonsult Magnus Sunesson banan ytterligare. Även klubbhusområdet har utvecklats de senaste åren och omfattar bl.a. träningsstudio, klubbhus, shop, konferensanläggning, restaurang och hotell.
2017 arrangerade Ringenäs Golfklubb JSM i matchspel. Under 2018 stod banan som en av flera värd för SM-veckan i golf, då D30- och D50-klasserna avgjordes på Ringenäs Golfklubb.
Ordförande för Ringenäs Golfklubb är Kenneth Banelind (sedan 2022) och VD för Ringenäs Golf AB, som äger och förvaltar banan, byggnader och övriga tillgångar, är Henrik Jönne (sedan 2021).

## Tävlingsresultat
Ringenäs Golfklubb har på senare år etablerat sig som en framgångsrik förening i tävlingssammanhang, framförallt på damsidan.
Seniortävlingar
- 2024 - Epson Tour, Tuscaloosa Toyota Classic, Ingrid Lindblad[3]
- 2023 - EM-brons, Ingrid Lindblad[4]
- 2023 - SM-guld, klubblag, damer
- 2022 - SM-silver, klubblag, damer
- 2021 - EM-guld, Ingrid Lindblad[5]
- 2020 - Lacoste Ladies Open, Julia Engström[6]
- 2020 - NGT Didriksons Skaftö Open, Ingrid Lindblad[7]
- 2020 - NGT Golfhäftet Masters, Ingrid Lindblad[8]
- 2020 - Women’s New South Wales Open, Julia Engström[9]
- 2019 - SM-guld, matchspel, Emma Svensson[10]
- 2019 - SM-brons, klubblag, damer
- 2018 - Santander Golf Tour LETAS EL Prat, Julia Engström[11]
- 2018 - SM-silver, klubblag, damer
- 2018 - Viaplay Ladies Finnish Open, Julia Engström[12]
- 2017 - SM-silver, klubblag, damer
- 2017 - SM-guld, matchspel, Lynn Carlsson[13]
- 2017 - SGT Tourfinal Kristianstad Åhus Open, Josephine Janson[14]
- 2016 - SM-silver, klubblag, damer
- 2016 - Nordea Borås Ladies Open, Josephine Janson[15]
- 2016 - Ladies British Amateur Championship, Julia Engström[16]
- 2015 - SM-guld, klubblag, damer
- 2012 - Svenska mini-touren, Landeryd Open, Oscar Haraldsson[17]

Juniortävlingar
- 2024 - JSM-silver, klubblag
- 2024 - JSM Match, silver, Johan Widal
- 2023 - Teen Cup P15, Ludwig Libera
- 2023 - JSM-brons, slag, Lucas Augustsson
- 2023 - JSM-guld, matchspel, Josefine Widal
- 2023 - JSM-guld, matchspel, Alexander Lindström
- 2022 - JSM-silver, matchspel, simulatorgolf, Nathalie Borg
- 2022 - JSM-brons, matchspel, Nathalie Borg
- 2021 - JSM-guld, klubblag
- 2019 - JSM-silver, slag, Ingrid Lindblad
- 2019 - Annika Invitational USA, Ingrid Lindblad[18]
- 2018 - German Girls Open, Ingrid Lindblad[19]
- 2017 - Irish Girls U18 Open Stroke Play Championship, Ingrid Lindblad[20]
- 2017 - Stenson Sunesson Junior Challenge Flickor 17-21, Ingrid Lindblad[21]
- 2015 - Junior Masters Invitational Riksfinal, Ingrid Lindblad[22]
- 2014 - Finnish International Junior Championship F14, Julia Engström[23]
- 2014 - Skandia Cup Riksfinal F14, Julia Engström
- 2013 - JSM-guld, matchspel, Emma Svensson
- 2013 - Skandia Cup Riksfinal F13, Julia Engström
- 2007 - JSM-guld, slag, Josephine Jansson
- 2005 - FSB Cup Riksfinal F14, Josephine Jansson
- 2004 - Bankboken Cup Riksfinal F13, Josephine Jansson

Listan omfattar utvalda segrar i nationella och internationella tävlingar och finaler. Vinster i kvaltävlingar eller juniorernas under-tourer redovisas inte, inte heller vinster i amerikanska college-tävlingar eller framgångar kopplade till landslagsuppdrag där spelare från andra svenska klubbar ingått.